# Agrotis scaenica
Agrotis scaenica là một loài bướm đêm trong họ Noctuidae.